# Corayagärdsmyg
Corayagärdsmyg (Pheugopedius coraya) är en fågel i familjen gärdsmygar inom ordningen tättingar.

## Utseende och läte
Corayagärdsmygen är en praktfull gärdsmyg med varierande fjäderdräkt. Den har dock alltid svart ansikte, vit strupe, vitt ögonbrynsstreck och tväräbandad stjärt. I delar av utbredningsområdet kan den också ha vita strimmor i ansiktet, vitt på buken och /eller ett mörkare huvud. Sången består av en komplex serie ihåliga visslingar som ofta avges i duett.

## Utbredning och systematik
Corayagärdsmyg delas upp i tio underarter med följande utbredning:
- Pheugopedius coraya griseipectus – östra Ecuador, närliggande Brasilien och nordöstra Peru norr om Marañónfloden
- Pheugopedius coraya caurensis – östra Venezuela (Cauradalen)
- Pheugopedius coraya barrowcloughianus – tepuis i södra Venezuela (bergen Roraima och Cuquenán)
- Pheugopedius coraya ridgwayi – bergstrakter från östra Venezuela (Gran Sabana) till västra Guyana
- Pheugopedius coraya obscurus – tepuis i sydöstra Venezuela i Bolívar (Auyan-tepui)
- Pheugopedius coraya coraya – Guyana och närliggande Brasilien norr om Amazonfloden
- Pheugopedius coraya herberti – norra Brasilien söder om Amazonfloden
- Pheugopedius coraya albiventris – östra Peru (Andernas östra sluttning i San Martín)
- Pheugopedius coraya amazonicus – tropiska östra Peru söder om Marañónfloden (Loreto och Huánuco)
- Pheugopedius coraya cantator – subtropiska bergstrakter i sydöstra Peru (Junín och Cusco)

## Levnadssätt
Corayagärdsmygen hittas i regnskog i låglänta områden och förberg. Där håller den sig lågt i snårig växtlighet och hörs därför oftare än ses.

## Status
Arten har ett stort utbredningsområde och internationella naturvårdsunionen IUCN kategoriserar arten som livskraftig. Beståndsutvecklingen är dock oklar.